# Harley J. Earl
Harley J. Earl (22 novembre 1893 – 10 avril 1969) est un styliste automobile américain, créateur du premier studio de style d’un constructeur automobile et vice-président de la General Motors de 1937 à 1959.

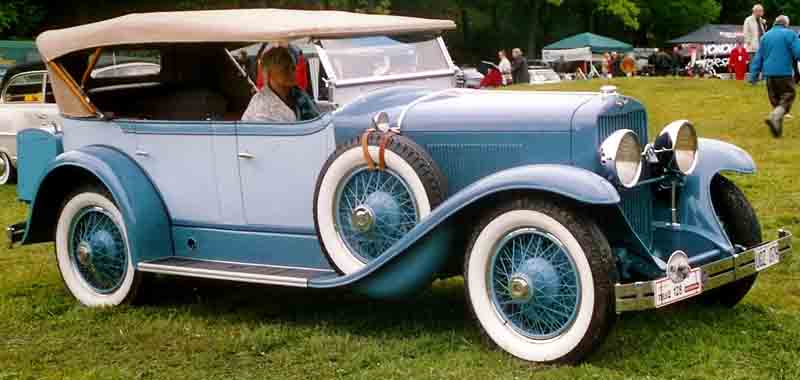
La Salle Phaeton de 1928

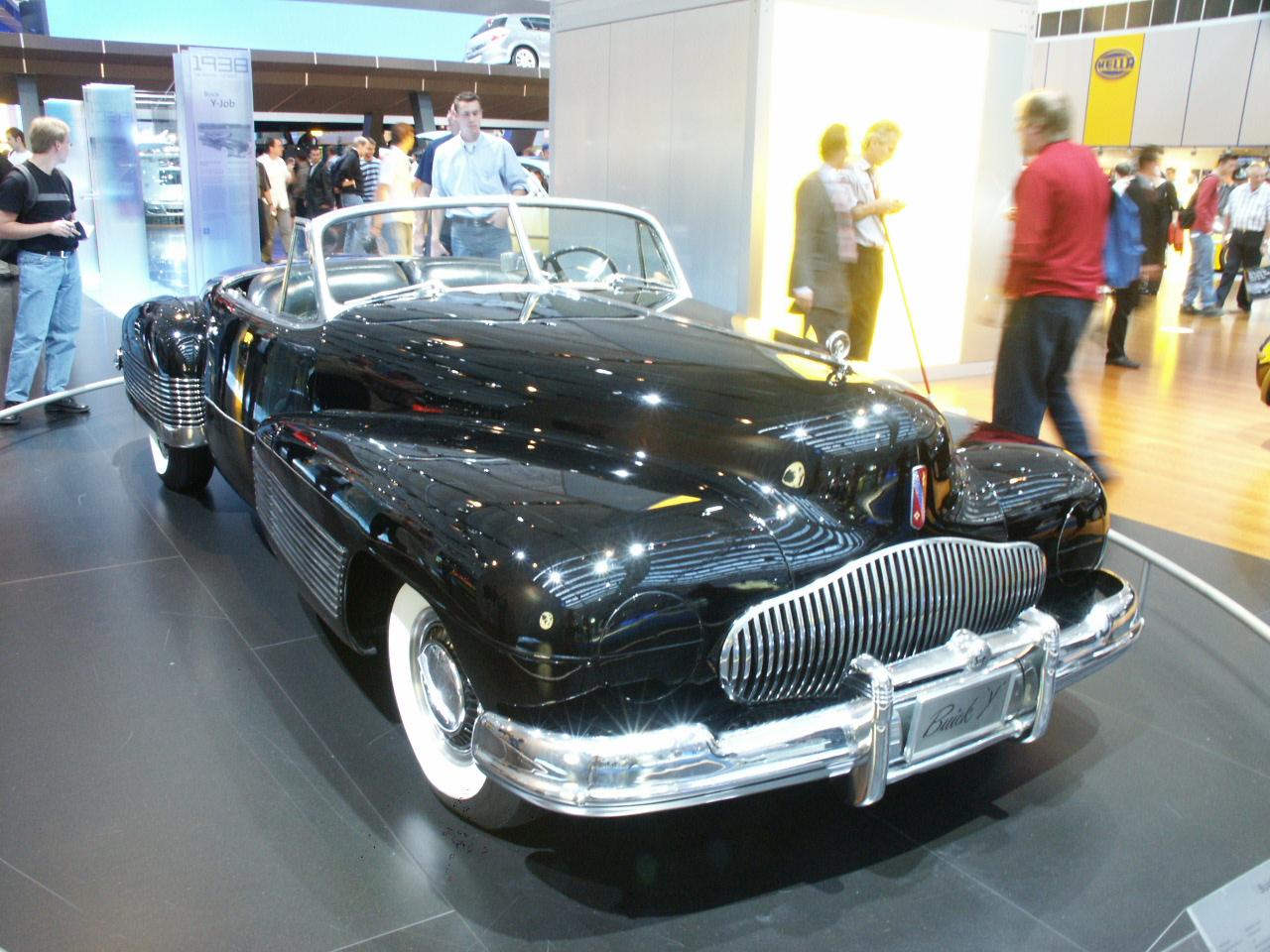
La Buick Y-Job de 1938

Earl entre à la General Motors en 1925. Son influence sur le style automobile américain a été marquante de 1927, date de sa première création industrielle, la LaSalle, jusqu’à sa retraite en 1959. On lui doit également la Buick Y-Job en 1937. C’est sous sa direction qu’ont été créés les fameux ailerons des voitures américaines des années 1950 et de nombreuses voitures américaines mythiques comme la Chevrolet Corvette ou la Cadillac Eldorado. Il a également introduit la peinture au chrome et l'utilisation de pâte à modeler pour la conception de ses modèles.

## Les débuts à la Earl Automotive Works
Le père de Harley Earl commence par construire des carrosses en 1889 et fait évoluer son activité à mesure que le secteur de l'automobile s'industrialise avec l'apparition des véhicules motorisés. C'est en 1908 qu'il fonde la société Earl Automotive Works qui se consacre à la production de carrosseries sur mesure pour les stars hollywoodiennes de l'époque.
Harley Earl interrompt rapidement les études qu'il avait entreprises à l'université de Stanford pour rejoindre la compagnie de son père et s'y former. Il finira par prendre naturellement la succession de la direction.

## De la Earl Automotive Works à Cadillac
La société de Harley Earl se fait racheter par un distributeur Cadillac, Don Lee, qui maintient Harley à la direction de l'atelier de carrosserie. Étant un distributeur local Cadillac, il rencontre régulièrement Lawrence P. Fisher, le Manager Général de la division Cadillac.
Fisher, lui aussi, vient du milieu de la conception de carrosses, tout comme Earl. À l'occasion d'une de ses visites, il rencontre Harley Earl et est impressionné par les réalisations et la méthode de travail de Harley, qui utilise de la pâte à modeler pour ses études de lignes de carrosserie.

## De la filiale Cadillac au groupe General Motors: la section Art and Colour
Fisher commande à Earl en 1927 un projet pour une sous-marque de Cadillac, la LaSalle. Cette réalisation connait un franc succès, si bien que le Président de la General Motors (groupe auquel appartient Cadillac) l'engage à la tête d'un service créé sur mesure pour Earl, la section Art & Colour. C'est une véritable innovation pour l'époque qui est très imprégnée par l'approche utilitaire de Ford, alors N°1 du marché automobile US. Le design n'est donc pas une priorité pour les mentalités de l'époque. Mais malgré les réticences des cadres et ingénieurs de la GM, le service Art & Colour réussit en 10 ans à devenir le cœur de l'élan commercial que va connaitre le groupe qui va récupérer jusqu'à 50 % du marché automobile.

## La vice-présidence de la GM et les grandes innovations design et marketing
En 1937, la division Art & Colour se renomme GM Styling Section et Harley Earl est promu Vice-Président de la General Motors. Avec le président, Earl met de nouvelles façon de faire et de penser en place qui vont révolutionner l'industrie automobile et seront finalement adoptées par l'ensemble des principaux constructeurs mondiaux.
- L'obsolescence dynamique : un concept marketing selon lequel la compagnie va lancer un nouveau modèle par an et qui permettra au groupe de gagner des parts de marché
- Les concept cars : les concept cars existaient déjà mais leur fonction n'avait rien à voir avec la vision de Earl; Le concept car est exposé dans des salons automobiles et a pour unique objectif de déterminer si le public est prêt à accueillir les nouvelles lignes et idées que le véhicule porte. C'est en 1939, le cas de la Buick Y-Job, qui sera le premier concept car a assumer ce rôle.
- liste complète des innovations techniques

## La Seconde Guerre mondiale et l'après-guerre
Pendant la guerre, en 1942, Earl met en place à la GM une division de recherche et formation en camouflage.
À la fin des années 1940, inspiré par l'aviation militaire, naissent les ailerons de Cadillac. Cette inspiration fut nourrie par la conquête de l'espace et les lignes des fusées (dans les années 1950 et 1960) qui amenèrent cette partie de la carrosserie à se complexifier de plus en plus et donnant à l'arrière des Cadillac, les lignes que l'on connait si bien.
Dans les années 1950, Earl sort de l'usine Chevrolet la Corvette, une voiture inspirée des voitures de courses européennes.
C'est à la fin des années 1950, en 57, que Harley Earl perçoit un changement de production à opérer et veut s'orienter vers les petites voitures, telles que la Volkswagen Beetle et les petites japonaises, qui inondent alors le marché. Mais Earl n'est pas soutenu par les ingénieurs et cadres de la GM qui considèrent que cette orientation n'est pas pertinente.

## Source
- (en) Cet article est partiellement ou en totalité issu de l’article de Wikipédia en anglais intitulé « Harley Earl » (voir la liste des auteurs).
- Carofthecentury : site officiel de Harvey Earl